# Hubbardia pentapeltis
Hubbardia pentapeltis är en spindeldjursart som beskrevs av Cook 1899. Hubbardia pentapeltis ingår i släktet Hubbardia och familjen Hubbardiidae. Inga underarter finns listade i Catalogue of Life.